# Garth Breytenbach
Garth Breytenbach (* 14. Juni 1979 in Kapstadt) ist ein südafrikanischer Schauspieler.

## Leben
Breytenbach wurde am 14. Juni 1979 in Kapstadt geboren. Er besuchte die dortigen City Varsity School of Media Studies und das Creative Arts College. Letzteres konnte er mit einem Diplom in Acting for Camera abschließen. Zuvor arbeitete er in London und verfolgte eine Karriere als Hotellerie, entschied sich dann allerdings für das Schauspiel. Bereits 1993 feierte er sein Schauspieldebüt in der Fernsehserie Generations.
Nach seiner Schul- und Studienzeit begann er ab Anfang der 2000er Jahre hauptberuflich mit dem Schauspiel. Er übernahm Nebenrollen in den Fernsehfilmen Bermuda Dreieck – Tor zu einer anderen Zeit aus dem Jahr 2005 oder Lost Future – Kampf um die Zukunft aus dem Jahr 2010. Er wirkte in mehreren Fernseh- und Filmproduktionen mit, die Nelson Mandela als zentrales Thema behandelten oder für die Handlung maßgebend ist. So 2007 im Spielfilm Goodbye Bafana, 2010 im Fernsehfilm Mrs Mandela oder 2013 im Kinofilm Mandela – Der lange Weg zur Freiheit. 2018 übernahm er in insgesamt acht Episoden die Rolle des Ajax in der Fernsehserie Troja – Untergang einer Stadt. Eine weitere größere Serienrolle übernahm er 2020 in Raised by Wolves. Dort war er in der Rolle des Den in insgesamt sechs Episoden zu sehen.

## Filmografie
- 1993: Generations (Fernsehserie)
- 2002: When Tomorrow Calls (Kurzfilm)
- 2005: The Bay: Hai-Alarm! (Spring Break Shark Attack) (Fernsehfilm)
- 2005: Charlie Jade (Fernsehserie, Episode 1x04)
- 2005: Dollar$ + White Pipes
- 2005: Endloser Horizont (Fernsehfilm)
- 2005: Bermuda Dreieck – Tor zu einer anderen Zeit (The Triangle) (Fernsehfilm)
- 2006: Hillside (Fernsehserie)
- 2006: Avenger (Fernsehfilm)
- 2007: Goodbye Bafana
- 2007: Footskating 101
- 2007: 'n Roos vir Mari (Kurzfilm)
- 2008: Wildes Herz Afrika (Wild at Heart) (Fernsehserie, Episode 3x04)
- 2008: Starship Troopers 3: Marauder
- 2008: Generation Kill (Mini-Serie, Episode 1x06)
- 2009: The Lab (Fernsehserie, Episode 3x09)
- 2010: Mrs Mandela (Fernsehfilm)
- 2010: I Shouldn't Be Alive (Fernsehserie, Episode 3x07)
- 2010: Lost Future – Kampf um die Zukunft (The Lost Future) (Fernsehfilm)
- 2011: Sokhulu and Partners II (Fernsehserie)
- 2011: Winnie
- 2011: Rosie (Kurzfilm)
- 2012: Verraaiers
- 2012: The First Time (Kurzfilm)
- 2013: High Rollers (Fernsehserie)
- 2013: Shotgun Garfunkel
- 2013: Bakgat! tot die mag 3
- 2013: Mandela – Der lange Weg zur Freiheit (Mandela: Long Walk to Freedom)
- 2015: Necktie Youth
- 2015: The Gamechangers (Fernsehfilm)
- 2015: The Message (Fernsehfilm)
- 2016: Black Sails (Fernsehserie, 3 Episoden)
- 2016: Jadotville
- 2016: No Man Left Behind (Fernsehserie, Episode 1x03)
- 2016: Sober Companion (Fernsehserie, 2 Episoden)
- 2016: Hatchet Hour
- 2016: Starry Night (Kurzfilm)
- 2017: Madiba (Fernsehserie, Episode 1x01)
- 2017: Bram Fischer
- 2017: Thula's Vine (Fernsehserie)
- 2017: Beyond the River
- 2017: Five Fingers for Marseilles
- 2018: Troja – Untergang einer Stadt (Troy: Fall of a City) (Fernsehserie, 8 Episoden)
- 2018: Deutschland 86 (Fernsehserie, Episode 1x02)
- 2018: Life's a Drag (Kurzfilm)
- 2019: 8
- 2020: Horror Trips – Wenn Reisen zum Albtraum werden (Banged Up Abroad) (Fernsehserie, Episode 13x01)
- 2020: Raised by Wolves (Fernsehserie, 6 Episoden)
- 2020: Warrior (Fernsehserie, Episode 2x07)
- 2020: The Cars That Made the World (Mini-Serie, Episode 1x02)